# Harem (TV-serie)
Harem och Harem Afrika var ett svenskt TV-program (dokusåpa) av Strix Television som sändes i TV3 i två säsonger 2001 och 2002.
Första säsongen var Dominika Peczynski programledare. Hon efterträddes av Gry Forssell och Hanna Widell.

## Upplägg
Dokusåpans upplägg var att 4 tjejer och 18 killar som tjejerna valt ut på en audition reser till en ö i Maldiverna under första säsongen respektive Diani Beach utanför Mombasa under andra säsongen. Under de tre veckorna på ön fick sedan tjejerna, som kallades härskarinnor, välja bort killarna i "haremet" tills endast 4 återstod. Sedan bildade dessa fyra par som tävlade sinsemellan. Svenska folket fick i finalen rösta om vilket par som skulle vinna.
Upplägget har jämförts med amerikanska Temptation Island, men i en "snällare variant".

## Andra versioner
Strix producerade under 2001 även en dansk och en norsk version av Harem, med samma upplägg. Strix sålde även formatet till andra länder, bland annat Frankrike, Ryssland och Finland.